# 特雷斯訥山

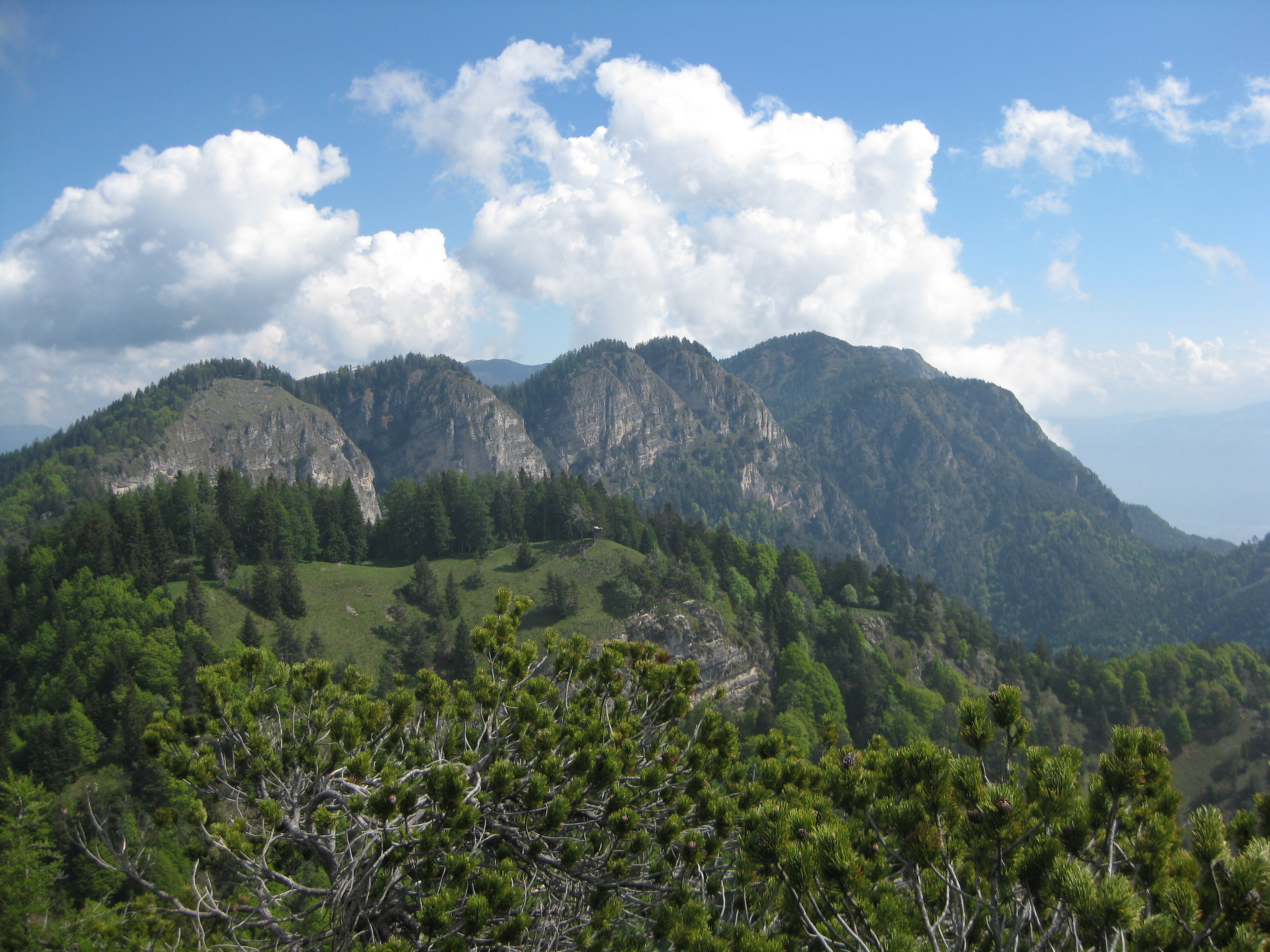

46°17′46″N 11°09′51″E / 46.296167°N 11.164048°E
特雷斯訥山（義大利語：Corno di Tres），是意大利的山峰，位於該國東北部，處於博爾扎諾-南蒂羅爾自治省和特倫托自治省接壤的邊界，屬於農斯伯山脈的一部分，海拔高度1,812米，每年平均降雨量1,429毫米。